# Мітч Ларкін
Мітч Ларкін (англ. Mitch Larkin, нар. 9 липня 1993, Будерім, Квінсленд, Австралія) — австралійський плавець, срібний та бронзовий призер Олімпійських ігор 2016 року, дворазовий чемпіон світу.

## Виступи на Олімпійських іграх
| Олімпіада   | Дисципліна         | Місце |
| ----------- | ------------------ | ----- |
| Лондон 2012 | 200 м на спині     | 8     |
| Ріо 2016    | 100 м на спині     | 4     |
| Ріо 2016    | 200 м на спині     | 2     |
| Ріо 2016    | 4×100 м комплексом | 3     |